# St. Pankraz (Włochy)
St. Pankraz (wł. San Pancrazio) – miejscowość i gmina we Włoszech, w regionie Trydent-Górna Adyga, w prowincji Bolzano.
Liczba mieszkańców gminy wynosi 1589 (dane z roku 2009). Język niemiecki jest językiem ojczystym dla 99,81%, włoski dla 0,13%, a ladyński dla 0,06% mieszkańców (2001).